# Ralph Christensen
Ralph Christensen (* 1953 in San José, Kalifornien) ist deutscher Rechtswissenschaftler, Autor, Philosoph und Mitbegründer der Heidelberger Gruppe der Rechtslinguistik. Seine Schriften haben die deutschsprachige Rechtsphilosophie, juristische Methodenlehre und interdisziplinäre Rechtslinguistik maßgeblich geprägt.

## Leben
Ralph Christensen wurde 1953 in San José geboren. Er studierte Philosophie, Jurisprudenz, Germanistik und Soziologie und wurde sowohl in der Rechtswissenschaft als auch in der Philosophie promoviert. Nach dem Studium war er zehn Jahre wissenschaftlicher Assistent bei Friedrich Müller an der Universität Heidelberg. Seit 1991 ist er Repetitor für Öffentliches Recht, Sprachphilosophie und analytische Rhetorik bei Hemmer Bonn und Köln.

## Arbeitsschwerpunkte und Werk
Seine Arbeitsschwerpunkte liegen in den Bereichen Dogmatik, Rechtstheorie und Methodik, insbesondere auch des Europäischen Gerichtshofes (EuGH) sowie interdisziplinäre Forschung zur Sprache und Medialität des Rechts. Ralph Christensen zählt zu den wichtigsten Rechtslinguisten in Deutschland. Er war Mitbegründer der Heidelberger Gruppe der Rechtslinguistik. Ein Großteil seiner Schriften ist im Verlag Duncker & Humblot erschienen, bei dem er gemeinsam mit dem Linguisten Friedemann Vogel (Siegen) auch die Monografiereihe „Sprache und Medialität des Rechts“ herausgibt.

## Schriften
- Ralph Christensen: Was heisst Gesetzesbindung?: Eine rechtslinguistische Untersuchung. Duncker & Humblot, Berlin 1989, ISBN 3-428-06699-5 (353 S.).
- Ralph Christensen, Hans Kudlich: Theorie richterlichen Begründens. Duncker und Humblot, 2001, ISBN 3-428-10544-3.
- Ralph Christensen, Hans Kudlich: Gesetzesbindung. Duncker & Humblot, 2008, ISBN 978-3-428-12638-5.
- Hans Kudlich, Ralph Christensen: Die Methodik des BGH in Strafsachen: Eine medienwissenschaftliche Inhaltsanalyse von Entscheidungsgründen in Strafsachen. Heymann, Köln 2009, ISBN 978-3-452-26939-3.
- Friedrich Müller, Ralph Christensen: Europarecht. 3., neu bearb. und stark erw. Aufl. 3. Auflage. Duncker & Humblot, Berlin 2012, ISBN 978-3-428-53941-3 (757 S.).
- Friedrich Müller, Ralph Christensen: Juristische Methodik: Grundlegung für die Arbeitsmethoden der Rechtspraxis. 11., auf neuestem Stand bearb. und erw. Aufl. 11. Auflage. Duncker & Humblot, Berlin 2013, ISBN 978-3-428-84188-2.
- Friedrich Müller, Ralph Christensen, Michael Sokolowski: Rechtstext und Textarbeit. Duncker & Humblot, Berlin 1997, ISBN 3-428-09132-9 (197 S.).
- Friedemann Vogel, Ralph Christensen, Stephan Pötters: Richterrecht der Arbeit – empirisch untersucht: Möglichkeiten und Grenzen computergestützter Textanalyse am Beispiel des Arbeitnehmerbegriffs. Duncker & Humblot, Berlin 2015.
- Friedrich Müller, Ralph Christensen (Hrsg.): Methodik, Theorie, Linguistik des Rechts: Neue Aufsätze (1995–1997). Duncker & Humblot, Berlin 1997, ISBN 3-428-09277-5 (92 S.).
- Friedrich Müller, Ralph Christensen, Bodo Pieroth (Hrsg.): Rechtstheorie in rechtspraktischer Absicht: Freundesgabe zum 70. Geburtstag von Friedrich Müller. Duncker & Humblot, Berlin 2008, ISBN 3-428-12590-8 (296 S.).
- Ralph Christensen, Hans Kudlich: Die Auslegungslehre als implizite Sprachtheorie der Juristen. In: Archiv für Rechts- und Sozialphilosophie (ARSP). Nr. 2, 2002, S. 230–246.
- Hans Kudlich, Ralph Christensen: Die Kanones der Auslegung als Hilfsmittel für die Entscheidung von Bedeutungskonflikten. In: Juristische Arbeitsblätter. 2004, S. 74–83 (online [PDF; abgerufen am 22. Oktober 2012]).
- Friedemann Vogel, Ralph Christensen: Korpusgestützte Analyse der Verfassungsrechtsprechung: Eine Abwägung von Prinzipien findet nicht statt. In: Rechtstheorie. Zeitschrift für Logik und Juristische Methodenlehre, Rechtsinformatik, Kommunikationsforschung, Normen- und Handlungstheorie, Soziologie und Philosophie des Rechts. Band 44, Nr. 1, 2013, S. 29–60.